# Francesc Rodríguez Pusat
Francesc Rodríguez Pusat (Barcelona, 1767 - 15 d'abril de 1840) fou un pintor català.
Format a l'Escola de la Llotja, va esdevenir professor del mateix centre el 1787. Va obtenir una pensió de la Junta de Comerç que li va permetre anar a Roma entre 1790 i 1795. La seva negativa a jurar fidelitat a Josep I durant l'ocupació francesa va provocar que se'l separés de la docència entre 1808 i 1814. El 1819 fou nomenat acadèmic de San Luis a Saragossa. Fou nomenat director de l'escola el 1821 i mantingué el càrrec fins a la seva mort. Durant aquest període va dirigir les tasques de salvament d'obres d'art durant la crema de convents de 1835. A l'Acadèmia de Belles Arts de Sant Jordi hi ha un autorretrat i altres obres seves i el Museu d'Art de Sabadell conserva un retrat de l'escrivà reial Pau Casades i d'una brodadora, tots dos de l'any 1797. Dins del Pavelló 2: "L'Home i el Desert" del Museu del Desert de Saltillo (Mèxic) es troba exhibida l'obra Conquistadore la qual presenta un retrat d'un conqueridor espanyol anònim.